# Eleições legislativas na Grécia em janeiro de 2015
As eleições legislativas gregas de 2015 ocorreram em 25 de janeiro de 2015 para eleger todos os 300 membros do Parlamento Helênico de acordo com a Constituição. A eleição ocorreu antes do previsto devido à incapacidade do Parlamento em eleger um novo presidente em 29 de dezembro de 2014. O partido de esquerda Syriza obteve a maior parte dos assentos – 149 dos 151 necessários para formar uma maioria absoluta – e seu líder, Alexis Tsipras, foi jurado como novo primeiro-ministro em 26 de janeiro após forjar uma coligação com o partido Gregos Independentes (ANEL) - o Governo Tsipras.
A Nova Democracia (ND) do ex-primeiro-ministro Antonis Samaras perdeu 53 assentos, atingindo seu pior desempenho desde que foi fundado em 1974. O social-democrata PASOK, parceiro de coligação da ND, perdeu 20 assentos, caindo para a sétima posição e menos de 5% dos votos. Pela primeira vez desde o fim da ditadura militar, a Grécia não será governada por nenhum dos dois partidos. Ainda na oposição, o nazi-fascista Aurora Dourada se tornou o 3° maior partido político, com 17 assentos, devido em parte à perda de apoio dos demais partidos. O recém-criado O Rio, de centro-esquerda e pró-União Europeia, também obteve 17 assentos. Em seguida veio o Partido Comunista da Grécia (KKE) com 15 assentos e 5,5% dos votos. Em 6° lugar ficou o ANEL, populista de direita e anti-austeridade, que obteve 13 assentos e 4,8% dos votos e formará o novo governo com o Syriza. Os demais partidos não atingiram a cláusula de barreira do Parlamento Helênico (3%) e, portanto, não tiveram direito a ocupar nenhum assento.

## Antecedentes
Desde a eclosão da crise financeira global, em 2007, a Grécia passou por longos períodos de recessão econômica (julho a dezembro de 2007, abril de 2008 a março de 2009 e julho de 2009 a dezembro de 2013)., O mercado privado deixou de ser uma fonte de empréstimos para o governo grego em maio de 2010, quando o país atingiu uma taxa de endividamento de 146%. O país se viu obrigado a escolher entre duas alternativas: aceitar os termos de um empréstimo da troika (Eurogrupo, FMI e BCE) ou o calote da dívida, o que lhe forçaria a abandonar o euro. O governo Samaras escolheu a primeira opção e, em troca da implementação de reformas econômicas, privatizações e medidas de austeridade, a Grécia receberia empréstimos de €245,6 bilhões de maio de 2010 até março de 2016, com uma moratória dos juros até 2020. O país também foi recompensado por credores privados com uma reestruturação da dívida - cerce de €127,1 forams cortados da dívida em 2012 - e com a renegociação da forma de pagamento.
O governo Samaras foi formado após as eleições de junho de 2012 após um acordo feito entre os partidos Nova Democracia (ND), Movimento Socialista Pan-helénico (PASOK) e Esquerda Democrática (DIMAR). O líder da ND, Antonis Samaras foi jurado primeiro-ministro e os membros do PASOK e do DIMAR se recusaram a participar do gabinete dele, que foi composto por membros da ND e por políticos sem partido. Em abril de 2013, o governo detinha o apoio de 167 deputados, uma queda significativa dos 179 após o acordo ser forjado. Dos 12 membros do Parlamento que deixaram o governo, nove foram expulsos por votarem contra os pacotes de austeridade e três deixaram-no de maneira voluntária.
Em 21 de junho de 2013, o DIMAR abandonou o governo em protesto à decisão unilateral de Samaras de fechar a emissora de televisão estatal do país dez dias antes. O PASOK também se opôs à medida, embora tenha permanecido no governo. A mais alta corte administrativa da Grécia, o Conselho de Estado, condenou a medida. A decisão do DIMAR deixou o governo Samaras com 153 deputados, apenas dois a mais que a maioria absoluta. Antonis Manitakis, minsitro da reforma administrativa e Antonis Roupakiotis, ministro da justiça, ambos independentes, também deixaram o governo. O DIMAR emitiu nota afirmando que, apesar de ainda poder apoiar o governo em algumas votações, iria apoiar a formação de um governo do Syriza no futuro.
Em fevereiro de 2014, começaram as especulações de que o governo grego iria pedir um terceiro empréstimo à troika. O Ministério das Finanças da Alemanha estimou que o pacote, se estabelecido, seria em torno de 10-20 bilhões de euros. Devido à recuperação da economia grega, com o primeiro superávit desde 2012, a queda no desemprego e o retorno do crescimento real do PIB, o governo grego voltou a emitir títulos públicos em 2014, com o intuito de preencher seus vácuos financeiros com verba oriunda do capital privado. Cerca de €6 bilhões foram arrecadados com a venda de títulos de três e cinco anos em 2014 e o governo Samaras planejava vender títulos de 7 e 10 anos em 2015.
Durante a segunda metade de 2014, o governo grego voltou a negociar com a troika. As negociações foram sobre se o país estava cumprindo as condições exigidas para os empréstimos, para assegurar a ativação do pagamento da última parcela do ano e sobre uma possível atualização do programa de empréstimos em 2015-2016. Quando foi calculado o impacto do orçamento para 2015, houve uma discordância: os cálculos do governo grego mostravam que ele havia cumprido as metas do plano fiscal de 2013-2016, enquanto os cálculos da troika mostravam o contrário. Segundo a troika, há um fosso financeiro de €2,5 bilhões, que deve ser tratado com medidas adicionais de austeridade.. O governo grego insistiu que seus cálculos eram mais precisos que os da troika e submeteu o orçamento sem alterações ao Parlamento, onde ele foi aprovado por 155 votos a favor e 134 contra em 7 de dezembro.
O Parlamento grego deveria eleger um novo presidente da República em dezembro de 2014. Segundo a legislação grega, o partido no poder apresenta um candidato, que deve ser aprovado por 200 deputados em dois turnos de votação e 180 no terceiro e último turno. O candidato da ND, Stavros Dimas, não conseguiu esse número de votos em nenhuma das três sessões realizadas para escolher o novo presidente grego, em 17, 23 e 29 de dezembro; ele obteve menos de 170 votos todas as vezes. A Constituição grega determina que, nesse caso, um novo parlamento deve ser eleito. O atual presidente Karolos Papoulias baixou um decreto dissolvendo o Parlamento a pedido de Samaras em 31 de dezembro. O novo Parlamento, cuja eleição foi precipitada pela falta de um presidente-eleito, será empossado em 5 de fevereiro e tem até 8 de fevereiro para dar início à escolha do novo presidente.

## Sistema eleitoral
A Grécia possuía, a época do pleito, 9.911.495 eleitores aptos para votar. Os eleitores foram obrigados a se deslocarem até os distritos eleitorais em que estão inscritos para votar uma vez que a eleição não contou com o recurso do voto em trânsito. Muitos gregos não puderam viajar para seus distritos eleitorais de origem, o que pode explicar o alto índice de abstenção (embora o comparecimento tenha sido 1,4% maior do que na última eleição). O voto é obrigatório na Grécia, mas nenhuma das sanções ou penas previstas na lei jamais foram aplicadas aos cidadãos que não votaram.
250 assentos são distribuídos com base na representação proporcional, com uma cláusula de barreira de 3% que deve ser atingida pelos partidos para entrarem no Parlamento. Votos brancos e nulos, assim como os votos para partidos que não atingiram a cláusula de barreira, são desconsiderados para o cálculo dos assentos. Os outros 50 assentos são dados como prêmio para o partido que obtiver a pluralidade dos votos. A maioria parlamentar é atingida quando um partido ou coligação atingir a metade mais um (151 de 300) do total de assentos. Ao todo, 22 partidos participaram das eleições, dos quais sete conseguiram atingir a cláusula de barreira e entrar no Parlamento.

## Mapa

Resultados das eleições legislativas gregas de 2015 por distrito eleitoral:
■ – Distritos onde o Syriza ganhou.
■ – Distritos onde a ND ganhou.

## Resultados oficiais
| Partido                 | Partido                             | Votos     | %    | +/-  | Deputados | +/-  |
| ----------------------- | ----------------------------------- | --------- | ---- | ---- | --------- | ---- |
|                         | SYRIZA                              | 2 245 978 | 36,3 | 9,4  | 149 / 300 | 78   |
|                         | Nova Democracia                     | 1 718 694 | 27,8 | 1,9  | 76 / 300  | 53   |
|                         | Aurora Dourada                      | 388 387   | 6,3  | 0,6  | 17 / 300  | 1    |
|                         | O Rio                               | 373 924   | 6,1  | Novo | 17 / 300  | Novo |
|                         | Partido Comunista da Grécia         | 338 188   | 5,5  | 1,0  | 15 / 300  | 3    |
|                         | Gregos Independentes                | 293 683   | 4,8  | 2,7  | 13 / 300  | 7    |
|                         | Movimento Socialista Pan-helénico   | 289 469   | 4,7  | 7,6  | 13 / 300  | 20   |
|                         | Movimento de Socialistas Democratas | 152 557   | 2,5  | Novo | 0 / 300   | Novo |
|                         | União de Centristas                 | 110 923   | 1,8  | 1,5  | 0 / 300   | =    |
|                         | Teleia                              | 109 500   | 1,8  | Novo | 0 / 300   | Novo |
|                         | Concentração Popular Ortodoxa       | 63 669    | 1,0  | 0,6  | 0 / 300   | =    |
|                         | Outros                              | 95 900    | 1,6  |      | 0 / 300   |      |
| Votos Inválidos         | Votos Inválidos                     | 149 484   | 2,4  | 1,4  |           |      |
| Total                   | Total                               | 6 330 356 | 100  |      | 300       |      |
| Eleitorado/Participação | Eleitorado/Participação             | 9 949 684 | 63,6 | 1,1  |           |      |

## Percentagens
| Percentual dos votos | Percentual dos votos | Percentual dos votos | Percentual dos votos | Percentual dos votos |
| -------------------- | -------------------- | -------------------- | -------------------- | -------------------- |
|                      |                      |                      |                      |                      |
| SYRIZA               | SYRIZA               |                      | 36,34%               | 36,34%               |
| ND                   | ND                   |                      | 27,81%               | 27,81%               |
| XA                   | XA                   |                      | 6,28%                | 6,28%                |
| POTAMI               | POTAMI               |                      | 6,05%                | 6,05%                |
| KKE                  | KKE                  |                      | 5,47%                | 5,47%                |
| ANEL                 | ANEL                 |                      | 4,75%                | 4,75%                |
| PASOK                | PASOK                |                      | 4,68%                | 4,68%                |
| KIDISO               | KIDISO               |                      | 2,46%                | 2,46%                |
| EK                   | EK                   |                      | 1,79%                | 1,79%                |
| TELEIA               | TELEIA               |                      | 1,77%                | 1,77%                |
| Outros               | Outros               |                      | 2,60%                | 2,60%                |

| Distribuição dos assentos | Distribuição dos assentos | Distribuição dos assentos | Distribuição dos assentos | Distribuição dos assentos |
| ------------------------- | ------------------------- | ------------------------- | ------------------------- | ------------------------- |
|                           |                           |                           |                           |                           |
| SYRIZA                    | SYRIZA                    |                           | 49,67%                    | 49,67%                    |
| ND                        | ND                        |                           | 25,33%                    | 25,33%                    |
| XA                        | XA                        |                           | 5,67%                     | 5,67%                     |
| POTAMI                    | POTAMI                    |                           | 5,67%                     | 5,67%                     |
| KKE                       | KKE                       |                           | 5,00%                     | 5,00%                     |
| ANEL                      | ANEL                      |                           | 4,33%                     | 4,33%                     |
| PASOK                     | PASOK                     |                           | 4,33%                     | 4,33%                     |